# Déu és dona i es diu Petrunya
Déu és dona i es diu Petrunya, és una pel·lícula dramàtica macedònia del 2019 dirigida per Teona Strugar Mitevska. Narra la història d'una dona que guanya un concurs local, però com que normalment participar-hi està reservat per als homes, pateix l'ostracisme social. Va ser seleccionada per competir pel premi Ós d'Or al 69è Festival Internacional de Cinema de Berlín, i va guanyar el Premi LUX i diversos altres premis, a més de ser nominada per a altres guardons. S'ha doblat i subtitulat al català.

## Repartiment
- Zorica Nusheva com a Petrunija
- Labina Mitevska com a periodista Slavica
- Stefan Vujisic com a oficial més jove Darko
- Suad Begovski com el sacerdot

## Premis
- Premi LUX 2019[3]
- Gremi de cinema alemany i premis ecumènics al Festival de Cinema de Berlín[4]